# Tibor Kállay

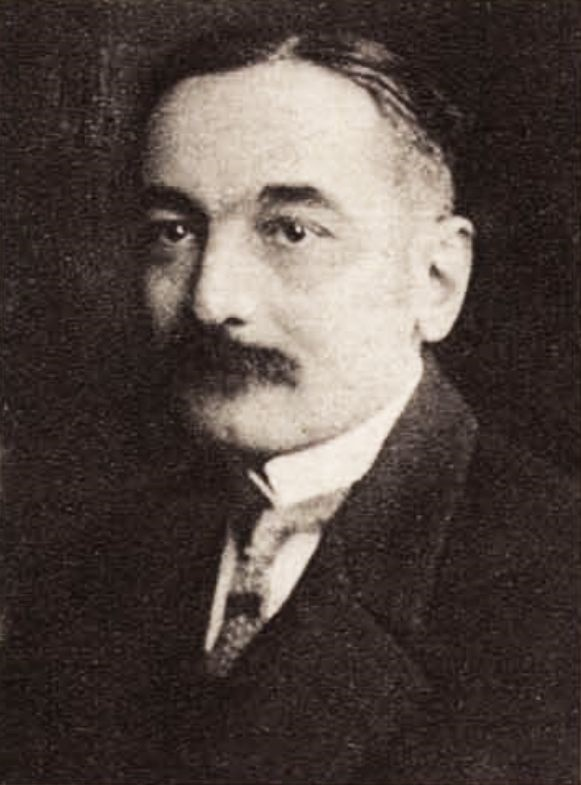
Tibor Kállay in 1925

Tibor Kállay de Nagykálló (Boedapest, 6 januari 1881 – aldaar, 24 mei 1964) was een Hongaars politicus, die van 1921 tot 1924 de functie van minister van Financiën uitoefende.

## Loopbaan
Hij studeerde aan de Universiteit van Boedapest. In de herfst van 1919 was hij staatssecretaris op het ministerie van Buitenlandse Zaken en voorzitter van het Liquidatiebureau, dat instond voor de financiële boedelscheiding en economische rehabilitatie van Oostenrijk, Hongarije en de andere opvolgerstaten van de uiteengevallen Donaumonarchie.
Kállay werd in 1921 aangesteld als minister van Financiën in de regering-Bethlen, met als voornaamste opgave om de begroting in evenwicht te houden. In 1922 werd hij lid van de Hongaarse Landdag. Vanaf mei 1923 stond hij aan het hoofd van de financiële onderhandelingen met de Volkerenbond. In februari 1924 vroeg hij de Landdag om een mandaat om de afgedwongen lening op te nemen. De Landdag weigerde deze machtiging echter, waarna Kállay ontslag nam. In 1928 stapte hij ook op uit de Eenheidspartij, waarna hij tot 1935 een onafhankelijk parlementslid bleef.